# Orlando Riva Sound
Pour les articles homonymes, voir Orlando et Riva.
Orlando Riva Sound, connu aussi sous le sigle ORS, est un groupe allemand de disco, actif entre 1977 et 1981.

## Histoire
Orlando Riva Sound est formé par Anthony Monn et Rainer Pietsch en 1977. Wolfgang Emperhoff au chant, puis Sophia Reaney au chant et à la danse rejoignent rapidement les deux fondateurs. Il commence à connaitre le succès en 1977 avec la chanson Moon Boots, puis dans le concours de la sélection allemande pour le Concours de l'Eurovision de 1979 avec le titre Lady, Lady, Lady, terminant cinquième. Le single Indian Reservation (en) se hisse à la septième place des ventes en Allemagne en janvier 1980 et Fire on the Water à la quinzième place en juillet 1980. Le dernier succès du groupe date de 1981, année de sa séparation.

## Discographie

### Singles
- Verde
- 1977 : Moon Boots
- Body to Body Boogie
- Lady, Lady, Lady
- Indian Reservation (en) (7e place en Allemagne[1])
- We're Not Alone
- Fire on the Water (15e place en Allemagne[1])
- The Blaze
- O.T.T. (Over the Top) (59e place en Allemagne[1])
- Who Built the Pyramids ?